# 路易斯·斯科特
路易丝·斯科特（1982年3月4日—），昵称Louise，出生名为路易斯·利基塔姆拉克，是一位出生在肯尼亚内罗毕的泰国混血歌手和演员。1994年，因出演电影而进入演艺圈。曾与强尼·安瓦组成双人歌手组合，也曾是RS Promotion旗下最年轻的男歌手。2018年，因在《天生一對》饰演反派康斯坦丁·华尔康（Constantine Phaulkon）而为人熟知。2020年3月23日，他与同为艺人的娜米妲·普拉帕诺本（Noon Ramida Prapatnobon）在泰国举行婚礼，结束长达14年的爱情长跑。